# Station Prittlewell
Prittlewell is een spoorwegstation van National Rail in Prittlewell, Southend-On-Sea in Engeland. Het station is eigendom van Network Rail en wordt beheerd door Greater Anglia. Het station is geopend in 1892.

## Treinverbindingen
- 3x per uur (Stoptrein) London Liverpool Street - Shenfield - Wickford - Southend Airport - Southend Victoria

Het station is op zondag gesloten, dan stoppen er geen treinen.